# Diocèse de Coutances
 (novembre 2018).
Si vous disposez d'ouvrages ou d'articles de référence ou si vous connaissez des sites web de qualité traitant du thème abordé ici, merci de compléter l'article en donnant les références utiles à sa vérifiabilité et en les liant à la section « Notes et références ».
Ne doit pas être confondu avec Diocèse de Coutances et Avranches (diocèse actuel).
Le diocèse de Coutances est un ancien diocèse français. Jusqu'en 1569, l'évêque de Coutances exerçait une juridiction ecclésiastique sur les îles Anglo-Normandes (qui formaient un doyenné), portant le titre d'« évêque de Coutances et des Îles ». En 1801, les frontières du diocèse sont remaniées à la suite du Concordat (annexion du territoire au diocèse d'Avranches). L'évêché de Coutances a été supprimé en 1854, son chef-lieu Coutances est alors devenu par décret apostolique du pape Pie IX en date du 12 juin, le siège d'un nouvel évêché de Coutances et d'Avranches. Il appartenait à la province ecclésiastique de Rouen.

## Description géographique
L'exemption de Sainte-Mère-Église, composée des paroisses de Sainte-Mère-Église, Lieusaint, Vierville et Chef-du-Pont, enclavée dans le diocèse de Coutances, dépendait du diocèse de Bayeux.
Il est à noter que la baronnie de Briovère (Saint-Lô) est détachée du diocèse de Bayeux au profit de celui de Coutances.

## Histoire de l'ancien diocèse
Le diocèse de Coutances fut fondé à la fin du Ve ou au début du VIe siècle.
À la fin du IXe siècle, l'évêché de Coutances disparaît pour cent vingt années à la suite des raids normands. C'est dans l'église Saint-Sauveur de Rouen que les évêques de Coutances s'installèrent lors de leurs exils, et où ils restèrent jusque dans le premier quart du XIe siècle. En 1024, le duc de Normandie, Richard II rétablit les évêques de Coutances sur leur siège épiscopal.
En 1056, le duc de Normandie, Guillaume le Bâtard donne à l'évêque de Coutances la dîmes de toutes les langues des poissons gras venus sur la côte, entre le Thar, au sud de Saint-Pair-sur-Mer et le Taredel (Taret de Quinéville ?).
Au XIIe siècle, le diocèse est divisé en quatre archidiaconés : au nord, celui du Cotentin, au centre dans la zone des marais, celui du Bauptois, au sud-ouest, celui de Coutances et au sud-est, celui de Vire.
En 1332 est rédigé le pouillé du diocèse.

## Subdivisions ecclésiastiques
À la veille de la Révolution française, le diocèse de Coutances était divisé en quatre archidiaconés, subdivisés en vingt-deux doyennés, et comprenait 494 paroisses.
L'archidiaconé de la Chrétienté ou de Coutances, au sud-ouest, était subdivisé en cinq doyennés : celui de la Chrétienté, comprenant 28 paroisses ; de Cérences, comprenant 21 paroisses ; de Saint-Pair, comprenant 26 paroisses ; de Cenilly, comprenant 17 paroisses ; et de Périers, comprenant 21 paroisses.
L'archidiaconé du Bauptois, au centre, était subdivisé en cinq doyennés : celui du Bauptois, comprenant 18 paroisses ; de Carentan, comprenant 14 paroisses ; de La Haye-du-Puits, comprenant 14 paroisses ; de Saint-Sauveur-le-Vicomte, comprenant 18 paroisses ; et de Barneville, comprenant 20 paroisses.
L'archidiaconé du Val-de-Vire, au sud-est, était subdivisé en six doyennés : celui de Gavray, comprenant 29 paroisses ; de Saint-Lô, comprenant 15 paroisses ; du Hommet, comprenant 25 paroisses ; de Percy, comprenant 18 paroisses ; de Montbray, comprenant 21 paroisses ; et du Val-de-Vire, comprenant 18 paroisses.
L'archidiaconé du Cotentin, au nord, était subdivisé en six doyennés : celui de Valognes, comprenant 38 paroisses ; d'Orglandes, comprenant 20 paroisses ; de Le Plain, comprenant 26 paroisses ; de Saire, comprenant 29 paroisses ; de La Hague, comprenant 2918 paroisses paroisses ; et de Les Pieux, comprenant 29 paroisses.
Jusqu'au XVIe siècle, l'évêque de Coutances exerçait une juridiction ecclésiastique sur les îles de la Manche (qui formaient un doyenné), portant le titre d'« évêque de Coutances et des Îles », mais à la suite du schisme anglican, en 1530, la situation devint compliquée, et en 1570, le catholicisme est interdit dans le royaume d'Angleterre. Le concordat de 1801, met fin, de fait, à cette juridiction. Depuis le 19 septembre 1850, par un bref du pape Pie IX, la hiérarchie catholique est rétablie en Angleterre, et les îles Anglo-Normandes placées sous la juridiction de l'évêque de Portsmouth.

## Administration

### Les évêques de Coutances
Les évêques étaient nommés par le chapitre jusqu'en 1516 puis par le roi de France. Le pape procédait ensuite à l'investiture canonique. Coutances était un siège épiscopal « privilégié » : son évêque avait le droit de porter le pallium, conféré par le pape habituellement à lui-même, aux archevêques, primats et patriarches. Paul VI supprima ce privilège en 1978.
- Liste des évêques de Coutances (avant 1854)
- Liste des évêques de Coutances et Avranches (depuis 1854)